# Schlacht um Boulogne
Schlacht um die Niederlande

Maastricht – Mill – Den Haag – Rotterdam – Zeeland – Grebbeberg – Afsluitdijk – Bombardierung von Rotterdam
Invasion von Luxemburg

Schusterlinie
Schlacht um Belgien

Fort Eben-Emael – K-W-Linie – Dyle-Plan – Hannut – Gembloux – Lys
Schlacht um Frankreich

Ardennen – Sedan – Maginot-Linie – Weygand-Linie – Arras – Boulogne – Calais – Dünkirchen (Dynamo – Wormhout) – Abbeville – Lille – Paula – Fall Rot – Aisne – Westalpen – Cycle – Saumur – Lagarde – Aerial – Fall Braun
Die Schlacht um Boulogne (auch: Belagerung von Boulogne-sur-Mer) fand vom 22. bis 25. Mai 1940 während des Westfeldzugs der deutschen Wehrmacht im Zweiten Weltkrieg statt. Sie fand zeitgleich mit der Belagerung von Calais statt und ging der Operation Dynamo, der Evakuierung des britischen Expeditionskorps aus Dünkirchen, voraus.

## Hintergrund
Boulogne-sur-Mer war wie Calais, Dünkirchen und Dieppe einer der wichtigsten Häfen für die Briten, um Verstärkung und Nachschub für die Schlacht um Frankreich zu erhalten, der seit Beginn des Sitzkrieges im September 1939 genutzt wurde.
Am 17. Mai verlegte General Douglas Brownrigg, einer der Kommandeure der British Expeditionary Force, sein Hauptquartier von Arras, das von der Wehrmacht bedroht wurde, nach Boulogne-sur-Mer, ohne die französischen Verbindungsoffiziere zu informieren.

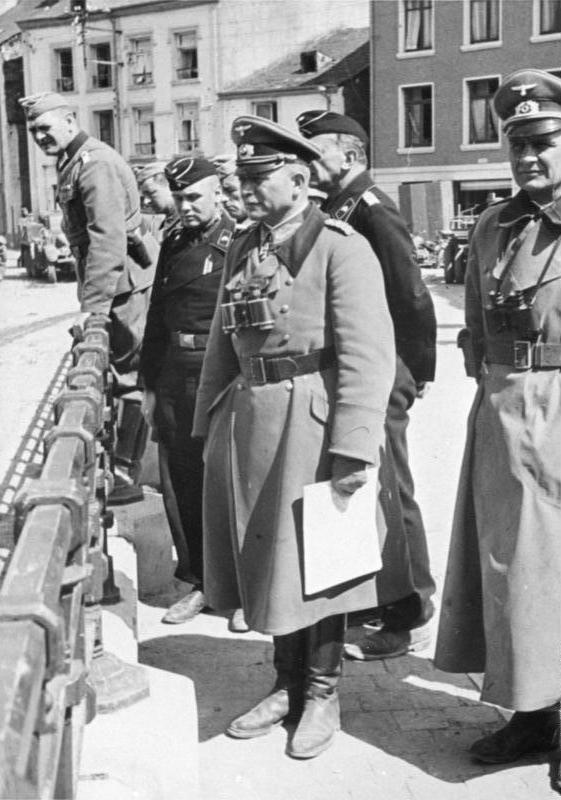
General Guderian (Mai 1940)

Am 20. Mai wurden Flugabwehr-Einheiten aus England eingesetzt, um die Stadt vor deutschen Luftangriffen zu schützen. Am selben Tag erreichte  das XIX. Armeekorps (mot.) unter General Guderian bei Abbeville die Kanalküste, schnitt Frankreich in zwei Teile und damit die British Expeditionary Force von  ihren Depots ab. Die Notwendigkeit, die Kanalhäfen zu halten, wurde für das britische Oberkommando unabdingbar.

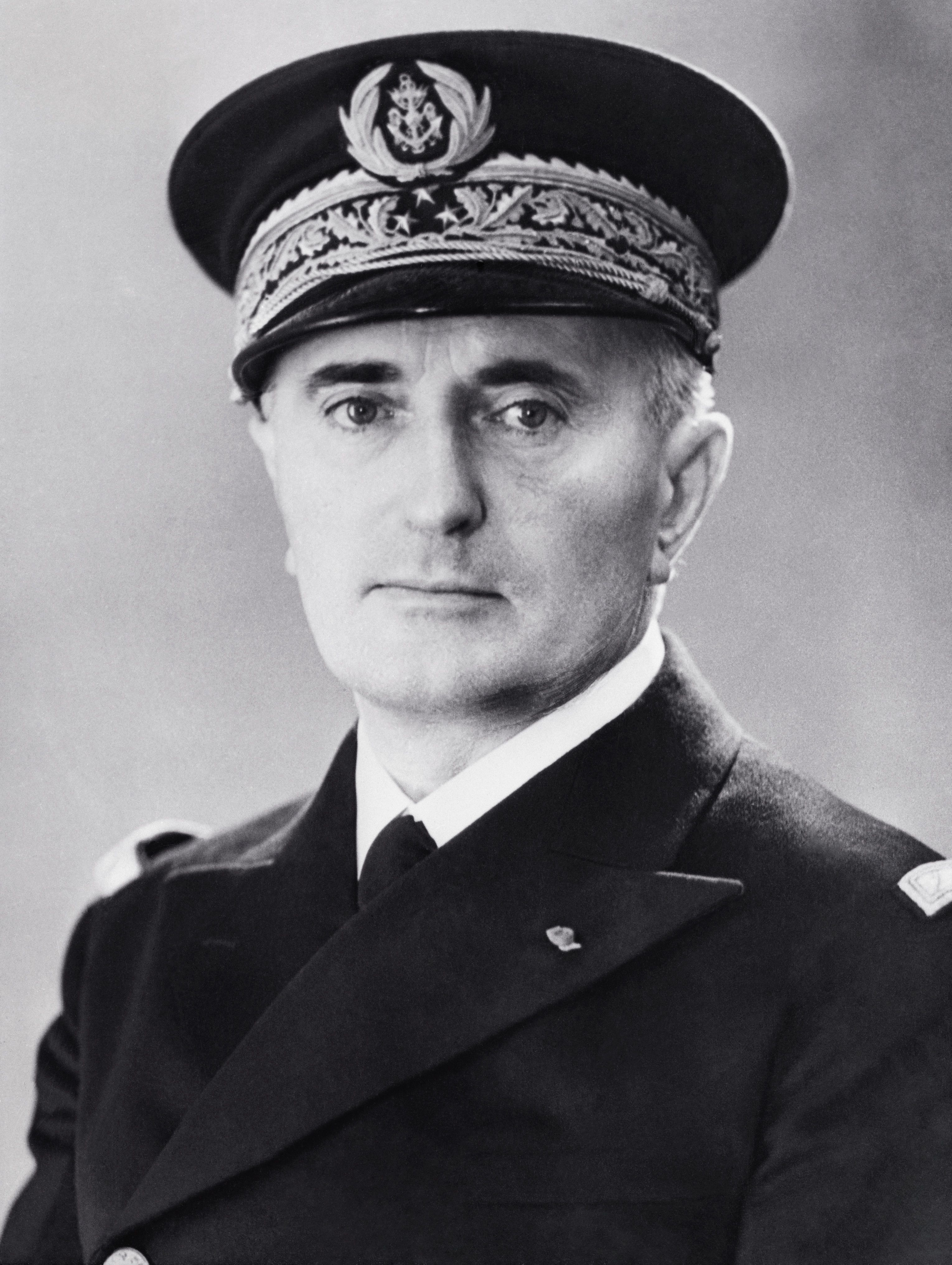
François Darlan

Die Verteidigung des Hafens von Boulogne-sur-Mer lag in der Verantwortung der französischen Marine, die zu dessen Schutz im 19. Jahrhundert Forts errichtet hatte. Die französische Garnison in der Stadt war 1.100 Mann stark. Nachdem einige alarmierende Berichte über das Herannahen von Wehrmachtsverbänden eingegangen waren, wurde befohlen, die in den Forts befindlichen Küstenbatterien außer Gefecht zu setzen und zur Evakuierung in Richtung Hafen zu verlegen. Die meisten der großen Geschütze wurden unbrauchbar gemacht, obwohl  der  Generalstabschef der Marine, Admiral François Darlan, den Befehl gegeben hatte, die Stadt zu halten.

## Einsatz der britischen Streitkräfte
Am 21. Mai waren Einheiten der 20. Infanteriebrigade (Guards), bestehend aus dem 2. Bataillon Welsh Guards und dem 2. Bataillon Irish Guards, zu Übungen in Camberley, Südengland. Dort erhielten sie den Befehl, unter dem Kommando von Brigadier William Fox-Pitt nach Frankreich zu gehen. Sie wurden zusammen mit einer Panzerabwehrbrigade und dem 69. Panzerabwehrregiment sowie Einheiten der Royal Artillery am 22. Mai an Bord von drei Handelsschiffen und dem Zerstörer HMS Vimy, eskortiert von den Zerstörern HMS Whitshed und HMS Vimiera, nach Boulogne-sur-Mer verlegt.
Die französische 21. Infanteriedivision unter dem Kommando von General Pierre Louis Félix Lanquetot wurde mit der Verteidigung einer 16 km langen Linie südlich der Stadt beauftragt, 3 Bataillone waren bereits vor Ort. Britische Verstärkung wurden für den folgenden Tag erwartet, darunter ein Panzerregiment aus Calais. Die britischen Truppen wurden am Rande von Boulogne-sur-Mer eingesetzt. Britische Pioniere (Royal Engineers) errichteten Straßensperren und im Süden wurden Flak-Einheiten eingesetzt. 1500 Soldaten des britischen Auxiliary Military Pioneer Corps (AMPC) befanden sich ebenfalls in der Stadt und warteten, ebenso wie einige belgische Einheiten, auf ihre Evakuierung.

## Verlauf der Schlacht

### Angriffe der Wehrmacht

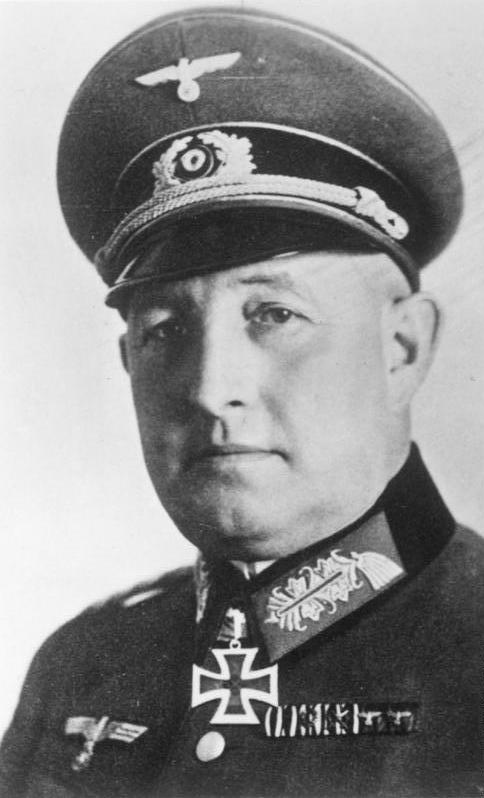
Rudolf Veiel, Generalleutnant

General Guderian übertrug die Einnahme von Boulogne-sur-Mer der 2. Panzerdivision unter dem Kommando von Generalleutnant Rudolf Veiel. Die Division wurde in zwei Kolonnen aufgeteilt, von denen die eine die Stadt einkesseln und dann von Norden angreifen sollte. Die zweite Kolonne hatte ihren ersten Kontakt am Nachmittag des 22. Mai, als sie auf die Stabstruppe des 48. Infanterieregiments traf, die einzigen Truppen der französischen 21. Infanteriedivision, die die Zugangstraße nach Boulogne-sur-Mer verteidigten. Die französischen Soldaten hatten zwei 75-mm-Feldgeschütze und zwei 25-mm-Panzerabwehrkanonen in Stellung gebracht, um die Kreuzung bei Nesles zu decken; sie konnten die deutsche Panzerspitze fast zwei Stunden lang aufhalten.
Am Abend des 22. Mai standen die Deutschen vor den Toren der Stadt und versuchten, die britisch-französischen Verteidiger mit ihrer Artillerie zu bekämpfen. In den frühen Morgenstunden des 23. Mai griffen die Einheiten der Wehrmacht die Stellungen der Welsh Guards von Nordosten her an. Der britische General Brownrigg, der für die Verbindung zwischen dem britischen Oberkommando und der British Expeditionary Force zuständig war, wurde um 3.00 Uhr morgens an Bord des Zerstörers HMS Verity evakuiert. Um 4.00 Uhr morgens erfuhr Brigadier Fox-Pitt, dass sich die Franzosen der 21. Infanteriedivision nach einem deutschen Panzerangriff zurückgezogen hatten.

Die deutschen Truppen versuchten mit aller Kraft, die alliierten Linien zu durchbrechen. Am Mittag begann die HMS Vimy mit der Evakuierung der Verwundeten und der Truppen des AMPC. Da der Funkkontakt mit London verloren ging, beschloss Brigadier Fox-Pitt, die Stadt so lange wie irgend möglich zu verteidigen.

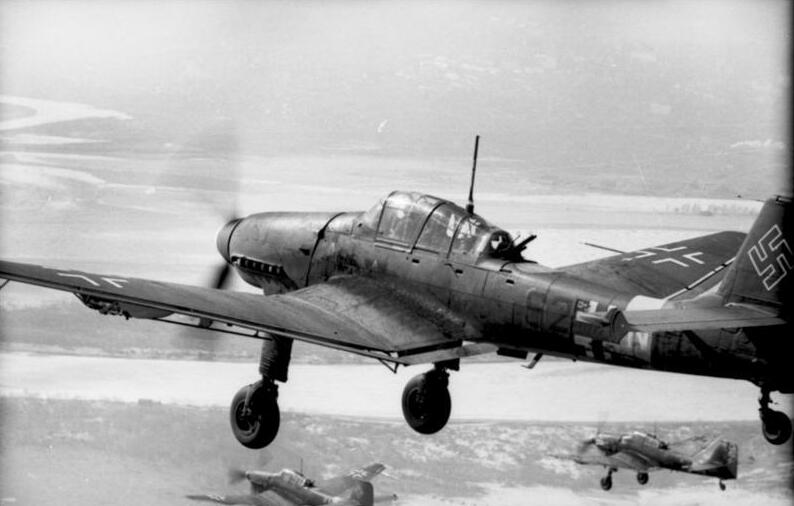
Sturzkampfbomber Junkers Ju 87

Am Nachmittag beruhigte sich die Schlacht und die Briten bereiteten sich auf einen Großangriff der Luftwaffe vor, deren Flugzeuge jedoch von Spitfires der No. 92 Squadron, Royal Air Force, abgefangen und neutralisiert wurden. Allerdings kamen die Kommandanten zweier im Hafen liegender britischen Zerstörer zu Tode und zwei Zerstörer der Royal Navy, HMS Frondeur und HMS Orage, wurden von Bomben der deutschen Sturzkampfbomber getroffen.

### Britische Evakuierung

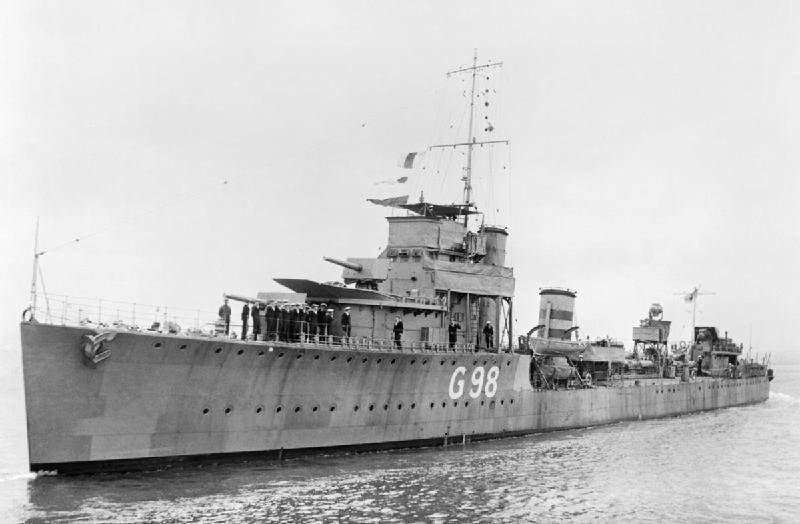
HMS Venomous

Kurz vor dem deutschen Luftangriff am 23. Mai hatte HMS Keith im Hafen festgemacht und evakuierte die Truppen des AMPC. Vor 18 Uhr erhielt sie den Befehl, alle britischen Soldaten zu evakuieren, wobei 5 weitere Zerstörer auf dem Weg waren, um sie zu unterstützen. Fox-Pitt beschloss, die Evakuierung des AMPC fortzusetzen, während die Infanterie der Guards sie deckte. Später trafen die Zerstörer HMS Vimiera und HMS Whitshed im Hafen ein und lösten die Keith und Vimy ab, um die Welsh Guards zu evakuieren.
Die Deutschen erreichten schließlich den Hafen, wobei die Zerstörer ihre ganze Feuerkraft einsetzten, um die Evakuierung der britischen Truppen zu decken. Panzer, die zu nahe kamen, wurden von den 4,7-Zoll-Schiffsgeschützen von HMS Venomous erfolgreich bekämpft.
In der Nacht vom 23. auf den 24. Mai war die Evakuierung abgeschlossen, wobei nur 200 Mann der Welsh Guards zurückblieben, da sie den Evakuierungsbefehl nicht erhalten hatten und in Gefangenschaft gerieten.
4.365 Angehörige der britischen, französischen und belgischen Streitkräfte wurden über See gerettet.

### Französische Widerstandsnester
General Lanquetot hatte sein Hauptquartier in der Ville Haute (Oberstadt, auch „La Citadelle“ genannt) eingerichtet und wartete auf die Ankunft von Verstärkungen der 23. Infanteriedivision, die jedoch nie eintrafen. Er reorganisierte daher seine Truppen, um Boulogne-sur-Mer so lange wie möglich zu verteidigen, wobei er keinen Funkkontakt mit Brigadier Fox-Pitt hatte.

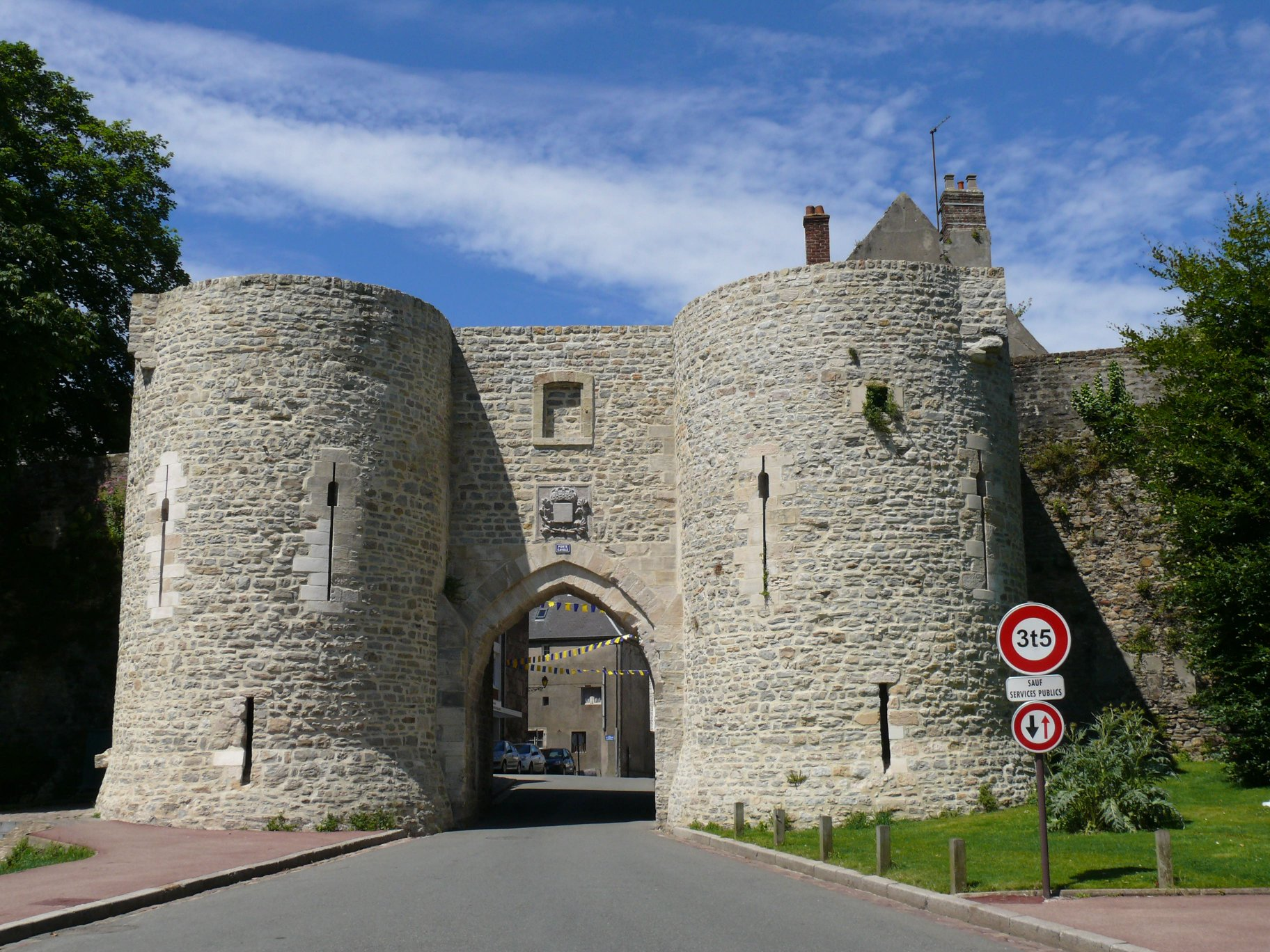
Ansicht einer mittelalterlichen Toranlage (Porte Gayolle) der Oberstadt

Am Abend des 24. Mai griffen die Deutschen zweimal an, wurden aber von den französischen Truppen zurückgeschlagen. Die französische Marine leistete weiterhin Unterstützungsfeuer, obwohl die Zerstörer Fougueux und Chacal von der Luftwaffe beschädigt wurden. Die Chacal wurde schließlich von deutscher Artillerie versenkt. Im Morgengrauen des 25. Mai wiederholten die Deutschen ihre Angriffe auf die mittelalterlichen Mauern der Oberstadt, wobei sie Leitern, Granaten und Flammenwerfer einsetzten, unterstützt von 8,8-cm-Geschützen. Um 8.30 Uhr kapitulierte Lanquetot und wurde zu Guderian gebracht, der ihm zu seiner Verteidigung gratulierte.
Die letzten alliierten Einheiten unter dem Kommando von Major J. C. Windsor Lewis, bestehend aus 120 französischen Soldaten, 200 Mann des Auxiliary Military Pioneer Corps und 120 Royal Engineers, kapitulierte um 13.00 Uhr, da es an Nahrung und Munition mangelte. Die Wehrmacht nahm in Boulogne-sur-Mer insgesamt rund 5.000 alliierte Soldaten gefangen, die überwiegende Mehrheit davon waren Franzosen.

## Folgen
Der nicht mit den Franzosen abgestimmte britische Rückzug aus Boulogne-sur-Mer wurde stark kritisiert. Churchill sah sich veranlasst, den britischen Truppen in Calais zu befehlen, bis zum Ende zu kämpfen. Er bezeichnete die Evakuierung später in seinen Memoiren als „bedauerlich“ (regrettable).